# Gymnodia ezensis
Gymnodia ezensis är en tvåvingeart som beskrevs av Shinonaga 1974. Gymnodia ezensis ingår i släktet Gymnodia och familjen husflugor. Inga underarter finns listade i Catalogue of Life.